# نفسية مبوي
أندي نفسية ولينونو مبوي (بالإنجليزية: Andi Nafsiah Walinono Mboi)‏ من مواليد 14 يوليو 1940 وهي سياسية اندونيسية وطبيبة. شغلت منصب وزيرة الصحة في جمهورية إندونيسيا في الفترة من 14 يونيو 2012 وحتى 20 أكتوبر 2014. تشغل الدكتورة مبوي حاليًا منصب مبعوثة قادة تحالف الملاريا في منطقة آسيا والمحيط الهادئ (APLMA).

## عملها
حصلت نفسية مبوي على على درجة الماجستير في الصحة العامة من معهد طب المناطق المدارية أنتويرب، بلجيكا في عام 1990 وأصبحت زميلة أبحاث لبرنامج Takemi في الصحة الدولية في جامعة هارفارد، كامبريدج، الولايات المتحدة في 1990-1991. بدأت نشاطها في القطاع الصحي في عام 1978 ، عندما كانت هي وزوجها تبارك مبوا لويجي الذي شغل منصب حاكم منطقة نوسا تنقارا الشرقية في الارتقاء بصحة ورفاهية نوسا تنقارا الشرقية.
أثارت مبوي قلقاً كبيراً حول فيروس نقص المناعة البشرية / الإيدز. كما كانت مبوي رائدة في تأسيس التزام سنتان في عام 2004 والذي أصبح التزامًا بارزًا من جانب الحكومات للوقاية من الإيدز. ومن المعروف عنها أنها تشارك في مجال حقوق الإنسان، وكانت رئيسة لجنة حقوق الطفل التابعة للأمم المتحدة. وفي الحكومة، كانت عضوة في مجلس الشعب الاستشاري في 1982-1987. ومنذ عام 2006 ، عملت نفسية كأمينة تنفيذية للجنة الوطنية لمكافحة الإيدز ونائبة رئيس اللجنة الوطنية للمرأة.
في 13 يونيو 2012 ، تم تعيين مبوي في منصب وزير الصحة من قبل الرئيس سوسيلو بامبانج يودويونو بعد وفاة الوزير السابق، إندانغ راهايو سيديانينغيه في 2 مايو 2012 ، من سرطان الرئة. وبتعيينها، استمرت هذه الوزارة على التوالي في تولي الوزيرات.

## وصلات خارجية
- Ministry of Health, Republic of Indonesia

| المناصب السياسية  | المناصب السياسية                          | المناصب السياسية |
| ----------------- | ----------------------------------------- | ---------------- |
| سبقه اندانج راحيا | وزير الصحة 14 يونيو 2012 - 20 أكتوبر 2014 | تبعه نيلا مولوك  |